# Ermengarda de Provence
Ermengarda (de asemenea, Ermengard, Ermengarde sau Irmingard) a fost singura fiică a împăratului Ludovic al II-lea care i-a supraviețuit acestuia în 875. Mama sa a fost Engelberga, din familia Supponizilor.
În 876, Ermengarda a fost căsătorită cu Boso, membru al familiei Bosonizilor, pe atunci conte de Vienne, care ulterior, în 879, s-a autoproclamat rege de Provence.
În mai 878, împreună cu soțul ei, i-a acordat adăpost în Arles papei Ioan al VIII-lea, care se refugiase din fața sarazinilor. După lovitura de stat a soțului spu din octombrie 879, ea a ajutat la apărarea orașelor sale în fața atacurilor rudelor sale Carolingiene. În 880, ea a apărat cu succes chiar capitala Vienne însăși, în fața forțelor reunite ale lui Carol cel Gras și ale co-regilor din Francia apuseană, Ludovic al III-lea și Carloman. În august 881, nou încoronatul rege Carol cel Gras a prădat și incendiat Vienne, forțând-o pe Ermengarda și pecopiii ei să se refugieze la Autun, sub protecția cumnatului ei, Richard de Burgundia. Între timp, Boso a reușit să fugă în Provence.
La moartea lui Boso din ianuarie 887, baronii din Provence au ales-o pe Ermengarda să activeze ca regent, având sprijinul lui Richard. În mai, Ermengarda a călătorit alături de fiul ei, Ludovic "cel Orb" la curtea lui Carol cel Gras, de la care a primit recunoașterea ca rege pentru Ludovic. Carol l-a adoptat pe acesta ca fiu al său și l-a plasat, ca și pe mama lui, sub propria sa protecție. În mai 889, ea s-a deplasat la succesorul lui Carol, Arnulf de Carintia, pentru a reînnoi actul de supunere.
De pe urma căsătoriei cu Boso, Ermengarda a mai avut, pe lângă Ludovic "cel Orb", două fete și un fiu:
- Ermengarda (n. cca. 877–917), căsătorită cu Manasses, conte de Chalon
- Engelberga, căsătorită cu Guillaume "cel Pios", conte de Auvergne